# ماجد ماجد
ماجد ماجد (بالإنجليزية: Magid Magid) (ولِد 26 يونيو 1989 م قي برعو، صوماليلاند) هو سياسي بريطاني. عام 2018 تم انتخابه عمدة مدينة شفيلد البريطانية. كان عمدة شفيلد الأصغرة، الأولى صومالية، والأولى من حزب الخضر لإنجلترا وويلز.

## حياته
ولِد ماجد قي برعو، صوماليلاند. بسبب الحرب الأهلية الصومالية, أتت أمه مع اولادها إلى بريطانيا هوالي عام 1994 وحصلوا على اللجوء. ثم ماجد عاش في شفيلد.
ماجد درس علم الأحياء البحرية في جامعة هل وأصبح رئيسا اتحاد طلبة.
عام 2014 التحق حزب الخضر لإنجلترا وويلز وعام 2016 تم انتخابه نائبة في المجلس المحلي في شفيلد. عاش 2018 تم انتخابه عمدة مدينة شفيلد البريطانية.
في أبريل 2019، أصبح ماجد مرشح الحزب الخضر برلماني من يوركشاير والهمبر في انتخابات البرلمان الأوروبي 2019 و تم انتخابه الشهر مايو.

## كتاب
- Magid Magid, The Art of Disruption: A Manifesto For Real Change (London: Blink, 2020), (ردمك 9781788702904)

## روابط خارجية
- ماجد ماجد على موقع IMDb (الإنجليزية)